# Thimarafushi Airport
Thimarafushi Airport är en flygplats i Maldiverna. Den ligger i den södra delen av landet. Thimarafushi Airport ligger 3 meter över havet. Den ligger på ön Thimarafushi.